# Alophophion chilensis
Alophophion chilensis là một loài tò vò trong họ Ichneumonidae.